# Lampona punctigera
Lampona punctigera är en spindelart som beskrevs av Simon 1908. Lampona punctigera ingår i släktet Lampona och familjen Lamponidae. Inga underarter finns listade i Catalogue of Life.